# Kalinin K-6
Il Kalinin K-6 era un aereo postale progettato da Konstantin Alekseevič Kalinin. Si trattava di un velivolo ampiamente derivato dal precedente Kalinin K-5, del quale condivideva ala, coda e carrello d'atterraggio.

Questo aereo si differiva dal precedente per la fusoliera di nuovo progetto, che era snella ed aveva all'interno un compartimento di quattro metri per il carico (370 kg). 
Il K-6 volò per la prima volta nel 1930 ma rimase allo stadio di prototipo, visto che non ne fu mai autorizzata la produzione in serie.